# Afriberina junia
Afriberina junia là một loài bướm đêm trong họ Geometridae.